# Lista de municípios do Brasil por saneamento básico
Esta é a lista de capitais do Brasil por saneamento básico segundo dados do Ranking do Saneamento 2025 do Instituto Trata Brasil. O relatório faz uma análise dos indicadores do Sistema Nacional de Informações em Saneamento Básico (SINISA), tendo como ano-base 2023, publicado pelo Ministério das Cidades. 

## Classificação
| Posição (Capitais) | Posição (Geral) | Município      | UF                  | Companhia                        | Índice de distribuição total de água (%) | Índice de coleta total de esgoto (%) | Índice de esgoto total tratado (%) | Investimento Total de 2019 a 2023 (R$ MM) | Nota Total (máx. 10) |
| ------------------ | --------------- | -------------- | ------------------- | -------------------------------- | ---------------------------------------- | ------------------------------------ | ---------------------------------- | ----------------------------------------- | -------------------- |
| 1                  | 7               | Goiânia        | Goiás               | SANEAGO                          | 99,96                                    | 99,92                                | 75,10                              | 907,72                                    | 9,60                 |
| 2                  | 15              | São Paulo      | São Paulo           | SABESP                           | 99,63                                    | 98,49                                | 72,61                              | 11.387,34                                 | 9,31                 |
| 3                  | 18              | Curitiba       | Paraná              | SANEPAR                          | 100,00                                   | 100,00                               | 97,14                              | 1.121,64                                  | 9,23                 |
| 4                  | 31              | Brasilia       | Distrito Federal    | CAESB                            | 97,04                                    | 89,69                                | 81,84                              | 1.329,93                                  | 8,82                 |
| 5                  | 32              | Palmas         | Tocantins           | SANEATINS                        | 97,92                                    | 78,31                                | 66,79                              | 275,61                                    | 8,71                 |
| 6                  | 37              | Campo Grande   | Mato Grosso do Sul  | AG                               | 97,41                                    | 87,64                                | 61,26                              | 877,02                                    | 8,48                 |
| 7                  | 43              | Belo Horizonte | Minas Gerais        | COPASA                           | 95,66                                    | 97,75                                | 76,92                              | 757,49                                    | 8,01                 |
| 8                  | 44              | Aracaju        | Sergipe             | DESO                             | 99,58                                    | 75,82                                | 68,58                              | 404,94                                    | 7,96                 |
| 9                  | 46              | Cuiabá         | Mato Grosso         | CBA                              | 98,13                                    | 83,03                                | 49,08                              | 1.350,62                                  | 7,94                 |
| 10                 | 47              | Boa Vista      | Roraima             | CAER                             | 79,87                                    | 92,43                                | 100,00                             | 142,78                                    | 7,94                 |
| 11                 | 48              | Florianópolis  | Santa Catarina      | CASAN                            | 98,46                                    | 68,13                                | 60,14                              | 510,49                                    | 7,85                 |
| 12                 | 49              | Porto Alegre   | Rio Grande do Sul   | DMAE                             | 100,00                                   | 91,76                                | 46,66                              | 480,59                                    | 7,81                 |
| 13                 | 52              | Vitória        | Espírito Santo      | CESAN                            | 100,00                                   | 87,39                                | 60,82                              | 152,49                                    | 7,77                 |
| 14                 | 54              | Salvador       | Bahia               | EMBASA                           | 98,26                                    | 88,45                                | 100,00                             | 1.070,93                                  | 7,69                 |
| 15                 | 56              | João Pessoa    | Paraíba             | CAGEPA                           | 99,62                                    | 77,96                                | 73,93                              | 196,66                                    | 7,65                 |
| 16                 | 59              | Rio de Janeiro | Rio de Janeiro      | ADR4, IGUARJ, ADR1, FABZO e RIO+ | 89,17                                    | 87,06                                | 89,47                              | 2.886,72                                  | 7,52                 |
| 17                 | 62              | Fortaleza      | Ceará               | CAGECE                           | 98,16                                    | 66,47                                | 60,94                              | 1.818,73                                  | 7,19                 |
| 18                 | 76              | Teresina       | Piauí               | AGESPISA e ATH                   | 95,49                                    | 47,78                                | 19,19                              | 674,64                                    | 6,19                 |
| 19                 | 80              | Natal          | Rio Grande do Norte | CAERN                            | 90,13                                    | 43,66                                | 57,16                              | 447,52                                    | 5,36                 |
| 20                 | 83              | Recife         | Pernambuco          | COMPESA                          | 82,01                                    | 41,59                                | 74,30                              | 944,16                                    | 5,11                 |
| 21                 | 86              | Maceió         | Alagoas             | BRK, RMM e CASAL                 | 87,62                                    | 34,41                                | 74,24                              | 371,88                                    | 4,41                 |
| 22                 | 87              | Manaus         | Amazonas            | MA                               | 97,98                                    | 28,46                                | 22,31                              | 1.146,72                                  | 4,33                 |
| 23                 | 91              | São Luís       | Maranhão            | CAEMA                            | 74,69                                    | 55,73                                | 15,89                              | 111,31                                    | 3,77                 |
| 24                 | 95              | Belém          | Pará                | COSANPA                          | 94,62                                    | 19,34                                | 27,51                              | 606,22                                    | 3,13                 |
| 25                 | 97              | Rio Branco     | Acre                | SAERB                            | 53,13                                    | 19,91                                | 40,49                              | 14,77                                     | 2,31                 |
| 26                 | 98              | Macapá         | Amapá               | CAESA e CSA                      | 40,04                                    | 7,78                                 | 14,42                              | 141,44                                    | 2,29                 |
| 27                 | 99              | Porto Velho    | Rondônia            | CAERD                            | 35,02                                    | 9,27                                 | 12,18                              | 110,44                                    | 1,94                 |